# عناصر و خاستگاه‌های حاکمیت توتالیتر
عناصر و خاستگاه‌های حاکمیت توتالیتر (آلمانی: Elemente und Ursprünge totaler Herrschaft) اولین کتاب حجیم از هانا آرنت است. وی در این کتاب به بررسی و آنالیز نازیسم و استالینیسم، دو سیستم تمامیت‌خواه قرن بیستم، می‌پردازد. کتاب فوق به عنوان یکی از بهترین کتاب‌های غیرداستانی قرن بیستم قلمداد شده‌است.

## تاریخچه
این کتاب اولین بار در به انگلیسی در سال ۱۹۵۱ منتشر شد. یک ترجمه آلمانی از کتاب نیز در سال ۱۹۵۵ با نام Elemente und Ursprünge totaler Herrschaft ارائه گشت. دومین ویراست کتاب نیز در سال ۱۹۵۸ به بازار آمد.

## به فارسی
این کتاب در سه جلد به فارسی ترجمه و منتشر شده است:
1. یهودی‌ستیزی
2. امپریالیسم
3. توتالیتاریسم

پیش‌تر محسن ثلاثی بخشِ سوّم از این کتاب را با عنوانِ «توتالیتاریسم» به فارسی درآورده بود.